# 王敬中
王敬中，浙江明州府鄞縣人，明朝政治人物、進士出身。
鄉試第六名。洪武四年，會試第九十二名，以诗经科登二甲第七名，授工部主事。